# Liste der Monuments historiques in Nordhouse
Die Liste der Monuments historiques in Nordhouse führt die Monuments historiques in der französischen Gemeinde Nordhouse auf.

## Liste der Bauwerke
| Bezeichnung         | Beschreibung              | Standort                               | Kennzeichnung | Schutzstatus | Datum | Bild |
| ------------------- | ------------------------- | -------------------------------------- | ------------- | ------------ | ----- | ---- |
| Banc du Roi du Rome | Ruhebank; Sandstein, 1811 | westlich des Ortes an der D 888 (Lage) | PA00084835    | Inscrit      | 1982  |      |

## Liste der Objekte
| Bezeichnung                | Beschreibung                           | Standort                       | Kennzeichnung | Schutzstatus | Datum     | Bild           |
| -------------------------- | -------------------------------------- | ------------------------------ | ------------- | ------------ | --------- | -------------- |
| Orgel                      | Ensemble aus PM67000206 und PM67000205 | in der Kirche St-Michel (Lage) | PM67001064    | Classé       | 1974 1972 | weitere Bilder |
| Orgelprospekt              | 1792 gebaut                            | in der Kirche St-Michel (Lage) | PM67000206    | Classé       | 1974      | weitere Bilder |
| Instrumentalteil der Orgel | 1792 gebaut, mehrfach umgebaut         | in der Kirche St-Michel (Lage) | PM67000205    | Classé       | 1972      | weitere Bilder |
| Taufbecken                 | Sandstein, bezeichnet 1620             | in der Kirche St-Michel (Lage) | PM67001297    | Inscrit      | 1974      | weitere Bilder |